# إيفلين توماس
إيفلين توماس (بالفرنسية: Évelyne Thomas)‏ هي صحفية فرنسية، ولدت في 10 يناير 1964 في بيريغو في فرنسا.

## وصلات خارجية
- إيفلين توماس على موقع IMDb (الإنجليزية)
- إيفلين توماس على موقع ألو سيني (الفرنسية)